# Hypolimnas grandidieri
Hypolimnas grandidieri är en fjärilsart som beskrevs av Paul Mabille 1900. Hypolimnas grandidieri ingår i släktet Hypolimnas och familjen praktfjärilar. Inga underarter finns listade i Catalogue of Life.